# Alberginiera borda

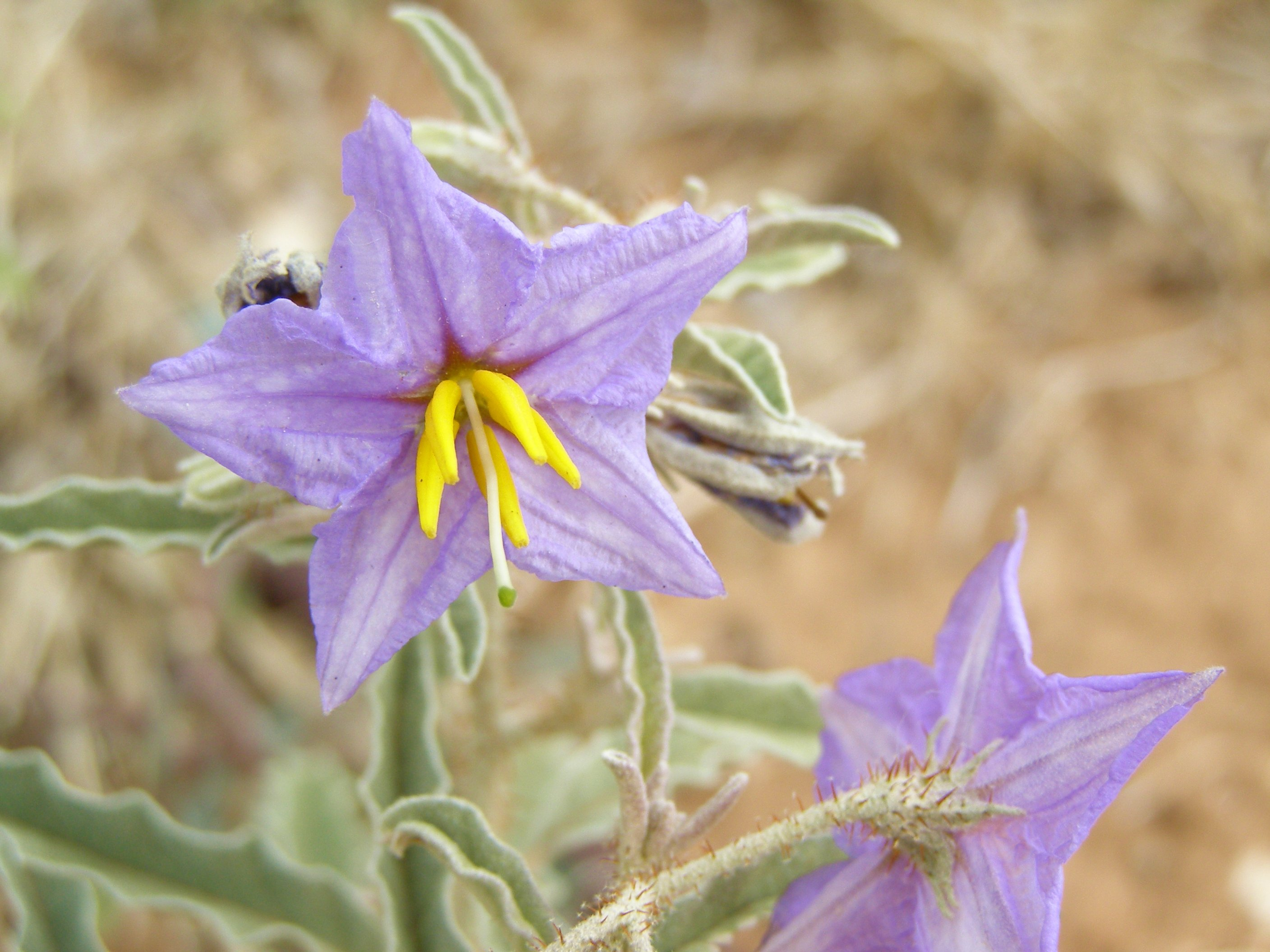
Les flors de S. elaeagnifolium són molt semblants a les de l'albergínia.

L'alberginiera borda (Solanum elaeagnifolium) és una planta amb flor de la família de les solanàcies.

## Característiques
És una planta perenne de 10-100 cm d'altura, les tiges es troben cobertes amb espines curtes i tant les fulles i les tiges estan cobertes per una pelussa suau que li dona un aspecte glauc o grisenc a tota la planta.
Les fulles tenen 15 cm de llarg i 0,5 a 2,5 cm d'ample. Les flors tenen 5 pètals units formant una estrella i són de color blau, lavanda pàl·lid i algunes blanques. Tenen 5 estams grocs.
La planta produeix baies grogues, ataronjades o roges brillants que passen a marró quan s'assequen.
Es troba a l'Amèrica del Nord i també a Sud-amèrica. Es considera una planta nociva a diversos països; és verinosa per al bestiar i molt difícil d'erradicar, car les arrels de menys d'1 cm poden regenerar la planta.

## Sinònims
- Solanum dealbatum Lindl.
- Solanum flavidum Torr.
- Solanum incanum Pav. ex Dunal
- Solanum leprosum Ortega
- Solanum obtusifolium Dunal
- Solanum pyriforme var. uniflorum Dunal
- Solanum roemerianum Scheele
- Solanum saponaceum Hook.
- Solanum texense Engelm. & A.Gray
- Solanum uniflorum Meyen ex Nees